# Elm Springs (Arkansas)
Elm Springs est une municipalité située à cheval sur le comté de Benton et le comté de Washington, dans l'État de l'Arkansas aux États-Unis.

## Démographie
| 1930 | 1940 | 1950 | 1960 | 1970 | 1980 |
| ---- | ---- | ---- | ---- | ---- | ---- |
| 182  | 156  | 217  | 238  | 260  | 781  |

| 1990 | 2000  | 2010  | - | - | - |
| ---- | ----- | ----- | - | - | - |
| 893  | 1 044 | 1 535 | - | - | - |